# 11082 Spilliaert
11082 Spilliaert este un asteroid din centura principală de asteroizi.

## Descriere
11082 Spilliaert este un asteroid din centura principală de asteroizi. A fost descoperit pe 14 mai 1993 la Observatorul La Silla de Eric Walter Elst. Asteroidul prezintă o orbită caracterizată de o semiaxă mare de 3,23 ua, o excentricitate de 0,06 și o înclinație de 12,6° în raport cu ecliptica.